# David Faulkner (cầu thủ bóng đá)
David Faulkner (sinh ngày 8 tháng 10 năm 1975) là một cựu cầu thủ bóng đá người Anh thi đấu ở vị trí hậu vệ cho Sheffield Wednesday và Darlington ở Football League.